# Lee Quede
Lee Quede (koreanisch 이쾌대; * 1913 im Landkreis Chilgok-gun oder der Stadt Daegu in der Provinz Gyeongsangbuk-do in Korea; † 1965 oder 1987 in Nordkorea), in einer anderen Transliteration auch als Yi Kwae-dae bekannt, war ein koreanischer Maler.

## Leben
Lee Quede wurde als Sohn eines Gutsbesitzers im Landkreis Chilgok-gun (칠곡군) oder der Stadt (Daegu 대구) der heutigen Provinz Gyeongsangbuk-do (경상북도) im Süden des damaligen noch geeinten Koreas geboren. Nach seiner Grundschulzeit wechselte er 1927 an die private Whimoon High School in Seoul, wo er unter dem Maler und Lehrer Chang Bal (창발) (1901–2001) studierte und später an die Teikoku Art School in Tokio wechselte, die heute als Kunsthochschule Musashino bekannt ist.
Im Alter von 20 Jahren heiratete Lee seine Frau Yu Gap-bong (유갑봉) (1914–1980), mit der er viel Zeit in Japan während seines Studiums verbrachte. 1938 schloss er sein Kunststudium erfolgreich ab. Als Korea von der japanischen Besatzung befreit war, engagierte er sich 1945 zunächst im Joseon Art Building Headquarters für die Entwicklung der koreanischen Kunst in der Südhälfte des Landes. Doch durch ideologische Strömungen gestörte, trat er aus dem Verband wieder aus und 1946 auch nur für kurze Zeit dem nordkoreanischen Verband Joseon-Kunstallianz bei. Nachdem sein älterer Bruder Lee Myeong-geon (이명건) 1948 nach Nordkorea übergelaufen war und eine hohe Position in der Kommunistischen Partei Nordkoreas bekleidete, geriet Lee in Schwierigkeiten, wurde von der südkoreanischen Polizei verhört und von der antikommunistischen Organisation National Guidance Federation gezwungen sich öffentlich antikommunistisch zu positionieren.
Als der Koreakrieg begann und Seoul von nordkoreanischen Truppen besetzt wurde, wurde er gezwungen dem nordkoreanischen Kunstverband erneut beizutreten. Bei der Rückeroberung Seouls durch die Alliierten im Jahr 1950 nahmen südkoreanische Soldaten ihn gefangen und deportierten ihn auf die Insel Geojedo (거제도) in das dortige Kriegsgefangenenlager. Angeblich von Rechten aus der Kunstszene bedroht, gelang es ihm nach einem im Jahr 1953 organisierten Kriegsgefangenenaustausch, ein Jahr später ohne seine Frau und Kinder nach Nordkorea überzusiedeln. Dort soll er erneut geheiratet und Kinder bekommen haben. In der Kunstszene von Nordkorea trat er aber nicht mehr in Erscheinung und verstarb 1965, eine andere Quelle gibt 1987 an, an einem unbekannten Ort.

## Wirken als Künstler
1930 präsentierte Lee drei seiner Werke im Rahmen eines privaten japanischen Kunstwettbewerbs und konnte mit seinem Werk „Schicksal“ einen ersten Preis erwerben. 1932, fünf Jahre nach dem Beginn seines Studiums an der Whimoon High School in Seoul, präsentierte er in der Joseon Art Exhibition einige seiner Bilder vor einer breiten Öffentlichkeit. Zwischen 1941 und 1944 gründete Lee zusammen mit den fünf Künstlern, Cheo Jae-deok, Jin Hwan, Kim Jong-chan, Lee Jung-seob und Moon Hak-su, die Joseon New Artist Association.
Lee war, ideologisiert durch seinen älteren Bruder, ein politischer Maler, der sich mit der Situation der Besatzung Koreas durch die Japaner kritisch auseinandersetzte und nach 1945 sich für eine koranische Kunst mit einer starken eigenen Identität einsetzte. Er verstand sich als Nationalist und war dafür, alle japanischen Einflüsse aus der koreanischen Kunst zu entfernen und war gegen die Teilung des Landes in Nord und Süd. Während einer Reise nach Nordkorea beeindruckten ihn russische Großgemälde im Stil des sozialistischen Realismus, was ihn zu einem entsprechenden Artikel in der Zeitschrift Sin Cheonji (신천지) veranlasst hatte. Während der Besatzung Seouls durch Nordkorea malte er Kim Il-sung (김일성) und Josef Stalin, was ihn später die südkoreanische Gefangenschaft einbrachte. Im Lager malte er dann, von einem amerikanischen Kommandanten unterstützt, Familienporträts.
Nachdem Lee nach seiner Befreiung nach Nordkorea überwechselte, soll er 1957 auf einer Kunstausstellung in Moskau seine Bilder ausgestellt haben, aber trotz weiterer Arbeiten in Nordkorea nicht mehr zu den anerkannten Künstlern gezählt haben.
Die meisten seiner Werke, die heute bekannt sind, wurden von ihm zwischen 1930 und 1950 erschaffen.

## Ausstellung zum 70. Jahrestag der Unabhängigkeit Koreas
Anlässlich des 70. Jahrestag der Unabhängigkeit Koreas organisierte das National Museum of Modern and Contemporary Art in Deoksugung in Seoul eine Ausstellung mit Werken von Lee Quede. Unter dem Titel „Lee Quede - An Epic of Liberation“ wurden vom 22. Juli 2015 bis zum 1. November 2016 insgesamt 412 seiner Werke ausgestellt, unter ihnen auch 41 Ölgemälde.